# AlternativeTo
AlternativeTo é um site que lista alternativas a quaisquer softwares baseados na web, softwares de desktop ou aplicativos móveis e classifica as alternativas por vários critérios, incluindo o número de usuários registrados que clicaram no botão "Curtir" para cada um deles no site.
Os usuários podem pesquisar o site pra, por exemplo, encontrar melhores alternativas para um aplicativo que eles estão usando ou anteriormente usado, ou alternativas gratuitas,  talvez escolhendo um aplicativo web gratuito (cloud computing) que não requer instalação e pode ser acessado a partir de qualquer navegador.

## Diferenças entre AlternativeTo e outros sites de diretórios de software
Ao contrário de vários outros sites de diretórios de software, no AlternativeTo os softwares não são organizados em categorias, mas cada software possui sua própria lista de alternativas. No entanto, o usuário também pode pesquisar por tags para encontrar o software. Os usuários também podem restringir sua busca ao se concentrar em plataformas (Windows, Mac, Web etc.) e tipos de licença específicos (como "livre para uso não comercial").
AlternativeTo lista informações básicas, como tipo de plataforma e licença na parte superior de cada lista, mas não possui tabelas de comparação listando os recursos dos softwares lado a lado. Além disso, o site permite que qualquer pessoa se cadastre e sugira novos aplicativos e/ou alternativas, ou atualize as informações mantidas sobre cada aplicativo. As sugestões e alterações são revistas antes de serem publicadas. O usuário também pode criar listas com os aplicativos que ele julga serem os melhores para uma determinada tarefa (editar vídeos, por exemplo). O cadastro pode ser feito via Facebook Connect ou OpenID, ambos tornando desnecessário criar uma nova senha para o site.
Como o AlternativeTo é um aplicativo web, ele próprio tem uma lista de alternativas para si.

## Recursos sociais da web
Tuítes de qualquer pessoa mencionando softwares específicos também são puxados dinamicamente do Twitter. Cada aplicativo tem um feed RSS para notificar usuários de alternativas recém-listadas a esse aplicativo. Depois que um usuário clicou no botão "Like" ao lado de um aplicativo, eles podem compartilhar a curtida com seus amigos no Facebook ou seus seguidores no Twitter e o tweet ou post ainda pode ser personalizado.
O site também tem um fórum.  Para desenvolvedores de software, uma API JSON está disponível.